# 重D音
重D音是一支工人乐队，成员主要是工厂工人，2011年劳动节当日在深圳组建成立。乐队名字的含义是：“重”代表重要、有力量，“D”代表底层，即底层的声音是重要的、有力量的。重D音创作的歌曲大多是表现普通打工者的生存状态、流水线工作的苦闷等。

## 发展经历
重D音乐队队长董军曾经在深圳的流水线工作，后来到酒吧做驻唱，2008年，董军驻唱的酒吧遭到严查，他因此失业，开始在深圳劳工NGO小小草工友家园做志愿者，教工人弹吉他，并和吉他班的工友一起组成“草根文艺队”，即重D音的雏形。董军在和“打工青年艺术团”的发起者孙恒等人一起演出时，受到启发，决定组建一支工人乐队。2011年5月1日，董军和其他工友正式成立重D音乐队。

## 团员
董军，乐队队长兼鼓手，湖北人，2000年，20岁的董军到深圳打工，成为流水线工人，最初在制伞厂工作，后来到电子厂、塑胶厂、玩具厂等工厂上班，2006年辞职到酒吧做驻唱，2008年开始在劳工NGO小小草工友家园开吉他班，与吉他班的工友，以及小小草工作人员王小娜一同成立乐队。
A鬼，主唱，湖南人，中专辍学后到深圳打工，后来开过风味米粉店，后来边做临时工边搞乐队。
王小娜，贝斯手及创作，毕业于中国政法大学的法律专业，曾经在流水线上工作过，2008年到劳工NGO小小草工友家园工作，认识了董军，并一同成立乐队。
黄世晓，吉他手，家具厂设计师。

## 音乐作品

#### 专辑
- 《飘零的花》
- 《这年头不好混》
- 《重D音工作坊合辑》

#### 单曲
- 她走了